# Antonia Moreno Leyva
Antonia Moreno Leyva, född 1848, död 1916, var Perus första dam 1886-1890 som gift med president Andrés Avelino Cáceres.
Hennes make deltog som militär i Stillahavskrigen 1879-1883. Under Breñakampanjen 1881 följde hon honom i fält. Vid flera tillfällen deltog hon aktiv i krigföringen genom att under makens frånvaro kommendera bataljoner. Hon är den enda av sitt kön som blivit begravd i kyrkogården Cripta de los Héroes del Cementerio Presbítero Maestro för krigshjältar, en akt som krävde särskilt tillstånd.